# Rabbit Heart (Raise It Up)
Rabbit Heart (Raise It Up) – trzeci singel brytyjskiej grupy Florence and the Machine z jej debiutanckiego albumu studyjnego Lungs. Został wydany 21 czerwca 2009 roku przez wytwórnie Universal Island i Moshi Moshi. Jest to drugi singel grupy, który osiągnął sukces komercyjny - zajął 12 miejsce w liście UK Singles Chart; lepszy był tylko „You've Got the Love”, który uplasował się na miejscu 5. Miksowaniem utworu zajął się Cenzo Townshend, który zawarł w niego elementy „House Jam” eksperymentalnej nowojorskiej grupy Gang Gang Dance. „Rabbit Heart (Raise It Up)” został zremiksowany przez wielu muzyków, np. Jamiego T, który umieścił go na swojej płycie „Are You Hurting the One You Love?”.